# Saldernhorst
Saldernhorst ist ein ehemaliger Wohnplatz und heute eine Wüstung im Ortsteil Vehlgast der Hansestadt Havelberg im Landkreis Stendal in Sachsen-Anhalt.

## Geographie
Der Ort wurde 1775 erstmals als Saldernsches Holz erwähnt. Er lag drei Kilometer ostsüdöstlich von Vehlgast und zwölf Kilometer ostsüdöstlich von Havelberg. Die Nachbarorte sind Babe im Nordosten, Rübehorst und Floringshof im Osten, Buchhorst im Südosten, Scheunstelle im Süden, Strodehne, Ausbau Kuhlhausen und Kuhlhausen im Südwesten sowie Wendisch Kirchhof und Vehlgast im Nordwesten.
Der Ort lag südlich der neuen Dosse und etwa 1 km oberhalb der Mündung der Dosse in die Havel. 1800 wurde Saldernhorst nach Vehlgast eingekircht. Saldernhorst hatte 1910 17 Einwohner, die bis 1933 auf 24 Einwohner anstiegen. 1939 wurde der Ort aufgelöst. Heute heißt noch ein Wehr an der Dosse, das sich an der ehemaligen Ortslage befindet, Saldernhorst.